# Asthenargus helveticus
Asthenargus helveticus är en spindelart som beskrevs av Schenkel 1936. Asthenargus helveticus ingår i släktet Asthenargus och familjen täckvävarspindlar. Inga underarter finns listade.